# Чемпионат Новой Зеландии по кёрлингу среди женщин 2012
Чемпионат Новой Зеландии по кёрлингу среди женщин 2012 проводился с 29 июня по 1 июля 2012 в городе Несби на арене «Maniototo Curling International» (MCI).
В чемпионате принимало участие 3 команды.
Победителями чемпионата стала команда скипа Бриджет Бекер (Бриджет Бекер стала чемпионом среди женщин в 7-й раз и как скип, и как игрок), победившая в финале команду скипа Chelsea Farley. Бронзовые медали завоевала команда скипа Wendy Becker.
Одновременно и там же проходил Чемпионат Новой Зеландии по кёрлингу среди мужчин 2012.

## Формат соревнований
На первом, групповом этапе команды играют между собой по круговой системе в два круга. При равенстве количества побед у двух команд они ранжируются между собой по результату личной встречи, при равенстве количества побед у трёх или более команд — по результатам суммы тестовых бросков в дом (англ. Draw Shot Challenge, DSC, в сантиметрах; чем меньше величина, тем выше место команды). Две лучшие команды выходят во второй этап, плей-офф, где играют в финале.
Матчи группового этапа играются в 8 эндов, финал — в 10 эндов.

## Составы команд
| Четвёртый      | Третий            | Второй           | Первый        | Запасной   |
| -------------- | ----------------- | ---------------- | ------------- | ---------- |
| Бриджет Бекер  | Брайди Дональд    | Мариса Джонс     | Натали Терлоу |            |
| Wendy Becker   | Liz Matthews      | Элеанор Адвьенто | Helen Greer   |            |
| Chelsea Farley | Тивия Джеяранджан | Tessa Farley     | Kelsi Heath   | Tash Whyte |

(скипы выделены полужирным шрифтом)

## Групповой этап
|   | Команда        | 1        | 2        | 3        | В | П | DSC, см | Место |
| - | -------------- | -------- | -------- | -------- | - | - | ------- | ----- |
| 1 | Бриджет Бекер  | *        | 9:4 13:5 | 7:6 10:4 | 4 | 0 | 32,5    | 1     |
| 2 | Wendy Becker   | 4:9 5:13 | *        | 4:9 3:13 | 0 | 4 | 67,0    | 3     |
| 3 | Chelsea Farley | 6:7 4:10 | 9:4 13:3 | *        | 2 | 2 | 124,9   | 2     |

     команды, выходящие в финал плей-офф

## Плей-офф
Финал. 1 июля, 12:30
| Площадка C     | 1 | 2 | 3 | 4 | 5 | 6 | 7 | 8 | 9 | 10 | Всего |
| Бриджет Бекер  | 0 | 0 | 1 | 0 | 2 | 0 | 3 | 0 | 0 | 0  | 6     |
| Chelsea Farley | 0 | 0 | 0 | 1 | 0 | 1 | 0 | 1 | 1 | 1  | 5     |

## Итоговая классификация
| М | Команда        | И | В | П |
| - | -------------- | - | - | - |
| 1 | Бриджет Бекер  | 5 | 5 | 0 |
| 2 | Chelsea Farley | 5 | 2 | 3 |
| 3 | Wendy Becker   | 4 | 0 | 4 |